# Bamberg Baskets
Pour les articles homonymes, voir Brose.
Maillots
Le Bamberg Baskets est un club allemand de basket-ball basé de la ville de Bamberg (Bavière). Le club dispute la Basketball-Bundesliga qui est le plus haut niveau du Basketball-Bundesliga et participe à la Ligue des champions depuis la saison 2018-2019.

## Historique
Issue du club omnisport, tiré du club de football du 1. FC 01 Bamberg (de), la section basket-ball atteint l'élite du championnat allemand en 1971.

## Palmarès
| Compétitions nationales | Compétitions internationales |
| - Championnat d'Allemagne : - Champion (9) : 2005, 2007, 2010, 2011, 2012, 2013, 2015, 2016, 2017. - Vice-champion (3) : 1993, 2003, 2004. - Coupe d'Allemagne : - Vainqueur (6) : 1992, 2010, 2011, 2012, 2017, 2019. - Finaliste (4) : 1990, 2006, 2015, 2025. - Supercoupe d'Allemagne : - Vainqueur (5) : 2007, 2010, 2011, 2012, 2015. - Finaliste (1) : 2013. | - Néant                      |

## Joueurs et personnalités du club

### Entraîneurs
Le tableau suivant présente la liste des entraîneurs du club depuis 1988.
| Rang | Nom               | Période   |
| ---- | ----------------- | --------- |
| 1    | Terence Schofield | 1988-1994 |
| 2    | Ken Scalabroni    | 1994-1999 |
| 3    | Armin Andres      | 1999-2001 |
| 4    | Zoran Slavnić     | 2001      |

| Rang | Nom               | Période   |
| ---- | ----------------- | --------- |
| 5    | Dirk Bauermann    | 2001-2008 |
| 6    | Chris Fleming     | 2008-2014 |
| 7    | Andrea Trinchieri | 2014-2018 |
| 8    | Luca Banchi       | 2018      |

| Rang | Nom                   | Période     |
| ---- | --------------------- | ----------- |
| 9    | Ainars Bagatskis      | 2018-2019   |
| 10   | Roel Moors            | 2019-2020   |
| 11   | Johan Roijakkers (en) | 2020-2021   |
| 12   | Oren Amiel (en)       | depuis 2021 |

### Joueurs emblématiques
- Damir Markota
- Aleksej Nikolić
- Tim Ohlbrecht
- Lucca Staiger
- Karsten Tadda
- Tibor Pleiss
- Mithat Demirel
- Anton Gavel
- Maik Zirbes
- Jamar Smith
- Bradley Wanamaker
- Mark Dickel
- Elton Brown
- Zack Wright
- K'Zell Wesson
- Derrick Phelps
- Teddy Gipson
- Marcus Slaughter
- Jared Newson
- Dalibor Bagarić
- Koko Archibong

## Identité du club

### Anciens logos

2003-2006

### Affluences
Moyenne de spectateurs/match :
- 2010-2011 : 6 797
- 2011-2012 : 6 796
- 2012-2013 : 6 800
- 2013-2014 : 6 800
- 2014-2015 : 6 800
- 2015-2016 : 6 800
- 2016-2017 : 6 800